# Champions
Champions (bra: Campeões) é um filme estadunidense de 2024 dirigido por Bobby Farrelly com roteiro de Mark Rizzo. É uma refilmagem do filme espanhol de mesmo nome. O ator Woody Harrelson estrela o filme interpretando um técnico de basquete temperamental que, ao ser condenado a realizar serviços comunitários, é designado para treinar um time de jogadores com deficiência intelectual.